# Высоке (Бяльский повет)
Высоке (пол. Wysokie) — деревня в Бяльском повете Люблинского воеводства Польши. Входит в состав гмины Мендзыжец-Подляски. По данным переписи 2011 года, в деревне проживало 488 человек.

## География
Деревня расположена на востоке Польши, на левом берегу реки Кшны, на расстоянии приблизительно 23 километров к западу-юго-западу (WSW) от города Бяла-Подляска, административного центра повета. К северу от населённого пункта проходит национальная автодорога 2.

## История
По данным на 1827 год имелось 19 дворов и проживал 127 человек. Согласно «Справочной книжке Седлецкой губернии на 1875 год» деревня входила в состав гмины Загайки Радинского уезда Седлецкой губернии.
В 1975—1998 годах деревня входила в состав Бяльскоподляского воеводства.

## Население
Демографическая структура по состоянию на 31 марта 2011 года:
|         | Всего | До трудоспособного возраста | Трудоспособного возраста | Старше трудоспособного возраста |
| ------- | ----- | --------------------------- | ------------------------ | ------------------------------- |
| Мужчины | 237   | 59                          | 152                      | 26                              |
| Женщины | 251   | 66                          | 140                      | 45                              |
| Всего   | 488   | 125                         | 292                      | 71                              |